# Campeonato Paraibano de Futebol de 1936
O Campeonato Paraibano de Futebol de 1936 foi a 27ª edição do campeonato, organizado e dirigido pela Liga Desportiva Parahybana. Contou com a participação de 6 times e ao final o Botafogo Futebol Clube, de João Pessoa conquistou o seu primeiro título estadual.

## Participantes
O campeonato estadual de 1936 contou com 6 participantes<ref>Composition of the Championships. Disponível em , foram eles:
| Clube                     | Cidade      |
| ------------------------- | ----------- |
| Botafogo Futebol Clube    | João Pessoa |
| Felipeia Esporte Clube    | Bayeux      |
| Palmeiras Sport Club      | João Pessoa |
| Pytaguares Futebol Clube  | João Pessoa |
| Sol Levante Esporte Clube | João Pessoa |

## Vencedor
| Campeonato Paraibano de Futebol de 1936 |
| --------------------------------------- |
| Botafogo-PB Campeão (1º título)         |